# Friedrichshain
Friedrichshain er en bydel (tysk: Ortsteil) i Friedrichshain-Kreuzberg-distriktet (tysk: Bezirk) i Berlin, Tyskland. Friedrichshain har et areal på 9,78 km2 og et befolkningstal på 136.652 (2020). Bydelen har dermed en befolkningstæthed på 13.973 indbyggere pr. km2. 
Friedrichshain har bydelsnummeret 0201.
Friedrichshain var sit eget distrikt i Berlin indtil 2001, hvor det blev slået sammen med Kreuzberg til ét distrikt. Da det var sit eget distrikt, var Friedrichshain det mindste distrikt i både indbyggertal og areal.
52°30′56″N 13°27′14″Ø / 52.51556°N 13.45389°Ø